# 比爾普姆縣
比爾普姆縣（biːrbʰuːm）是印度的一個縣，位於該國東北部，由西孟加拉邦負責管轄，面積4,545平方公里，每年平均降雨量1,300毫米，識字率為70.9%，2011年人口3,502,387人，人口密度每平方公里771人。